# Mask (album de Bauhaus)
Pour les articles homonymes, voir Mask.
Albums de Bauhaus
In the Flat Field
(1980) The Sky's Gone Out
(1982)
Singles
1. Kick in the Eye
Sortie : mars 1981
2. The Passion of Lovers
Sortie : juillet 1981

Mask est le deuxième album studio du groupe Bauhaus, sorti en octobre 1981.
Au Royaume-Uni, il se classe en tête du Top 40 de musique indépendante et 30e du classement global. Il est certifié disque d'argent.
Il fait partie de l'ouvrage de référence Les 1001 albums qu'il faut avoir écoutés dans sa vie.

## Liste des titres
Tous les titres sont de Daniel Ash, David J, Kevin Haskins et Peter Murphy.

### Édition originale vinyle
| 1. | Hair of the Dog       | 2:43 |
| 2. | The Passion of Lovers | 3:53 |
| 3. | Of Lilies and Remains | 3:18 |
| 4. | Dancing               | 2:29 |
| 5. | Hollow Hills          | 4:47 |

| 6.  | Kick in the Eye             | 3:39 |
| 7.  | In Fear of Fear             | 2:58 |
| 8.  | Muscle in Plastic           | 2:51 |
| 9.  | The Man with the X-Ray Eyes | 3:05 |
| 10. | Mask                        | 4:36 |

### Titres bonus réédition CD
| No  | Titre                                                       | Durée |
| --- | ----------------------------------------------------------- | ----- |
| 11. | In Fear of Dub                                              | 2:55  |
| 12. | Earwax                                                      | 3:15  |
| 13. | Harry                                                       | 2:47  |
| 14. | 1. David Jay 2. Peter Murphy 3. Kevin Haskins 4. Daniel Ash | 6:37  |
| 15. | Satori                                                      | 4:36  |

### Édition limitée 3 CD (2009)
Toutes les chansons sont écrites et composées par Bauhaus sauf mentions.
CD 1: Liste des titres identique à celle de la version originale. 
| 1.  | Kick In The Eye (Original Single Version) |             | 3:38 |
| 2.  | Satori                                    |             | 4:35 |
| 3.  | In Fear Of Fear (Original Version)        |             | 2:43 |
| 4.  | In Fear Of Dub                            |             | 2:57 |
| 5.  | Muscle In Plastic (Rough Mix Version)     |             | 3:01 |
| 6.  | Dancing (Rough Mix Version)               |             | 2:33 |
| 7.  | Hair Of The Dog (Rough Mix Version)       |             | 2:57 |
| 8.  | Monkey (Poison Pen) (Rough Mix Version)   |             | 3:17 |
| 9.  | Ziggy Stardust (Rough Demo Version)       | David Bowie | 4:12 |
| 10. | Earwax (Full Unedited Version)            |             | 3:29 |
| 11. | 1-2-3-4                                   |             | 6:33 |
| 12. | Muscle In Plastic (Rejected Album Mix)    |             | 3:22 |
| 13. | Hollow Hills (Rejected Album Mix)         |             | 4:49 |
| 14. | Hair Of The Dog (Rejected Album Mix)      |             | 2:38 |
| 15. | Poison Pen                                |             | 3:18 |
| 16. | Kick In The Eye (Single Re-Mix Version)   |             | 4:01 |
| 17. | Dave And Danny's Waspie Dub (#2)          |             | 5:53 |

| 1.  | This Is for When (intro, voix d'Alan Moore) | Alan Moore | 1:31 |
| 2.  | The Passion of Lovers                       |            | 3:35 |
| 3.  | In the Flat Field                           |            | 4:10 |
| 4.  | Silent Hedges                               |            | 3:30 |
| 5.  | In Fear of Fear                             |            | 3:18 |
| 6.  | Terror Couple Kill Colonel                  |            | 3:43 |
| 7.  | The Man with X-Ray Eyes                     |            | 3:59 |
| 8.  | Dancing                                     |            | 2:57 |
| 9.  | Mask                                        |            | 5:50 |
| 10. | Rosegarden Funeral of Sores                 | John Cale  | 5:20 |
| 11. | Hair of the Dog                             |            | 3:13 |
| 12. | Kick in the Eye                             |            | 4:15 |
| 13. | A God in an Alcove                          |            | 3:48 |
| 14. | Hollow Hills                                |            | 4:29 |
| 15. | Stigmata Martyr                             |            | 3:55 |
| 16. | Dark Entries                                |            | 5:55 |
| 17. | Bela Lugosi's Dead                          |            | 9:48 |

## Musiciens
- Peter Murphy : voix, guitares
- Daniel Ash : guitares, saxophone
- David J : basse, voix
- Kevin Haskins : batterie

## Classements hebdomadaires
| Classement (1981)             | Meilleure position |
| ----------------------------- | ------------------ |
| Royaume-Uni (UK Albums Chart) | 30                 |

## Certifications
| Pays              | Certification |
| ----------------- | ------------- |
| Royaume-Uni (BPI) | Argent        |